# Выборы в парламент Чеченской Республики (2008)
Выборы 2008 года в Парламент Чеченской Республики прошли 12 октября — в единый день голосования. В результате выборов в парламент республики прошли представители «Единой России» и «Справедливой России». Остальные партии не смогли преодолеть 5-процентный барьер.

## Подготовка к выборам
6 июня 2008 года президент Чечни Рамзан Кадыров подписал указ о преобразовании существовавшего до того двухпалатного парламента республики в однопалатный.
Указ был подписан во исполнение результатов констутиционного референдума, прошедшего в республике в 2007 году, в котором предусматривались такие изменения. При этом число депутатов предполагалось сократить с 61 до 41. По этой причине 27 июня депутаты Парламента проголосовали за свой самороспуск. Новые выборы были назначены на 12 октября.
Досрочные выборы должны были пройти по пропорциональной системе, поэтому главными участниками избирательного процесса стали политические партии. В республике было зарегистрировано 12 отделений федеральных политических партий.
Согласно прогнозам, новые выборы должны были привести к ещё большему укреплению позиций президента республики, а «Единая Россия», которая в прежнем составе парламента имела около 60 % мест — увеличить своё представительство.

## Выборы
В республике насчитывалось 589 687 человек, имеющих право голоса. Выборы проходили на 437 избирательных участках, участие в них приняли 95,08 % избирателей. Голоса распределились следующим образом:
| Партия                 | Получено голосов | Процент | Получено мандатов |
| ---------------------- | ---------------- | ------- | ----------------- |
| Единая Россия          | 497 338          | 88,40 % | 37                |
| Справедливая Россия    | 51 759           | 9,20 %  | 4                 |
| 5-процентный барьер    |                  |         |                   |
| Патриоты России        | 7 467            | 1,33 %  | —                 |
| КПРФ                   | 1 880            | 0,33 %  | —                 |
| Партия мира и единства | 1 658            | 0,29 %  | —                 |
| Народный союз          | 1 271            | 0,23 %  | —                 |
| ЛДПР                   | 997              | 0,18 %  | —                 |

Недействительных бюллетеней 233 (0,04 %)
В ходе выборов никаких серьёзных нарушений выявлено не было, как и каких-либо жалоб со стороны наблюдателей.
Один из местных наблюдателей заявил, что такие результаты выборов были вполне ожидаемыми. По его словам, руководство страны считает, что в стране должно остаться только две партии, как в старых западных демократиях. Поэтому у остальных партий нет никаких шансов.